# برگن ان در دومه
برگن ان در دومه (به آلمانی: Bergen an der Dumme) یک شهر در آلمان است که در نیدرزاکسن واقع شده‌است.

## خصوصیات
برگن ان در دومه ۲۵٫۴۸ کیلومترمربع مساحت دارد ۲۲ متر بالاتر از سطح دریا واقع شده‌است.